# Apodanthes palmeri
Apodanthes palmeri är en tvåhjärtbladig växtart som beskrevs av S. Wats. Apodanthes palmeri ingår i släktet Apodanthes och familjen Apodanthaceae. Inga underarter finns listade i Catalogue of Life.